# 水晶湖 (康乃狄克州)
水晶湖是位於美國康乃狄克州托蘭縣的一個人口普查指定地區。

## 地理

### 基本資訊
水晶湖的座標為41°56′41″N 72°22′24″W / 41.94472°N 72.37333°W，而該地最高點為海拔高度208米（即682英尺）。

### 水晶湖
當地有一座湖泊稱做水晶湖（Crystal Lake），面積187-英畝（76-公頃），大部分的湖岸邊為私人住宅所佔據，仍有一處稱作Sandy Beach的小沙灘開放大眾使用，湖水的平均深度約6公尺，最深可達約15公尺。

## 人口
根據2010年美國人口普查的數據，水晶湖的面積為21.00平方千米，當中陸地面積為20.20平方千米，而水域面積為0.80平方千米。當地共有人口1945人，而人口密度為每平方千米92人。